# Pontoux
Ne doit pas être confondu avec Ponthoux.
Pontoux est une commune française située dans le département de Saône-et-Loire, en région Bourgogne-Franche-Comté.

## Géographie
Pontoux fait partie de la Bresse bourguignonne.

### Climat
Pour des articles plus généraux, voir Climat de la Bourgogne-Franche-Comté et Climat de Saône-et-Loire.
En 2010, le climat de la commune est de type climat océanique dégradé des plaines du Centre et du Nord, selon une étude du Centre national de la recherche scientifique s'appuyant sur une série de données couvrant la période 1971-2000. En 2020, Météo-France publie une typologie des climats de la France métropolitaine dans laquelle la commune est exposée à un climat semi-continental et est dans la région climatique Bourgogne, vallée de la Saône, caractérisée par un bon ensoleillement (1 900 h/an), un été chaud (18,5 °C), un air sec au printemps et en été et des vents faibles.
Pour la période 1971-2000, la température annuelle moyenne est de 10,9 °C, avec une amplitude thermique annuelle de 17,8 °C. Le cumul annuel moyen de précipitations est de 851 mm, avec 11,3 jours de précipitations en janvier et 7,4 jours en juillet. Pour la période 1991-2020, la température moyenne annuelle observée sur la station météorologique de Météo-France la plus proche, « Bragny sur Saône », sur la commune de Bragny-sur-Saône à 6 km à vol d'oiseau, est de 12,3 °C et le cumul annuel moyen de précipitations est de 845,9 mm. 
La température maximale relevée sur cette station est de 40,3 °C, atteinte le 24 juillet 2019 ; la température minimale est de −12,9 °C, atteinte le 5 février 2012,,.
Les paramètres climatiques de la commune ont été estimés pour le milieu du siècle (2041-2070) selon différents scénarios d'émission de gaz à effet de serre à partir des nouvelles projections climatiques de référence DRIAS-2020. Ils sont consultables sur un site dédié publié par Météo-France en novembre 2022.

## Urbanisme

### Typologie
Au 1er janvier 2024, Pontoux est catégorisée commune rurale à habitat dispersé, selon la nouvelle grille communale de densité à sept niveaux définie par l'Insee en 2022.
Elle est située hors unité urbaine. Par ailleurs la commune fait partie de l'aire d'attraction de Chalon-sur-Saône, dont elle est une commune de la couronne,. Cette aire, qui regroupe 109 communes, est catégorisée dans les aires de 50 000 à moins de 200 000 habitants,.

### Occupation des sols
L'occupation des sols de la commune, telle qu'elle ressort de la base de données européenne d’occupation biophysique des sols Corine Land Cover (CLC), est marquée par l'importance des territoires agricoles (46 % en 2018), en diminution par rapport à 1990 (51,7 %). La répartition détaillée en 2018 est la suivante : terres arables (29,7 %), forêts (29,1 %), milieux à végétation arbustive et/ou herbacée (16,9 %), prairies (9 %), zones agricoles hétérogènes (7,3 %), eaux continentales (5,9 %), zones urbanisées (2,2 %). L'évolution de l’occupation des sols de la commune et de ses infrastructures peut être observée sur les différentes représentations cartographiques du territoire : la carte de Cassini (XVIIIe siècle), la carte d'état-major (1820-1866) et les cartes ou photos aériennes de l'IGN pour la période actuelle (1950 à aujourd'hui).

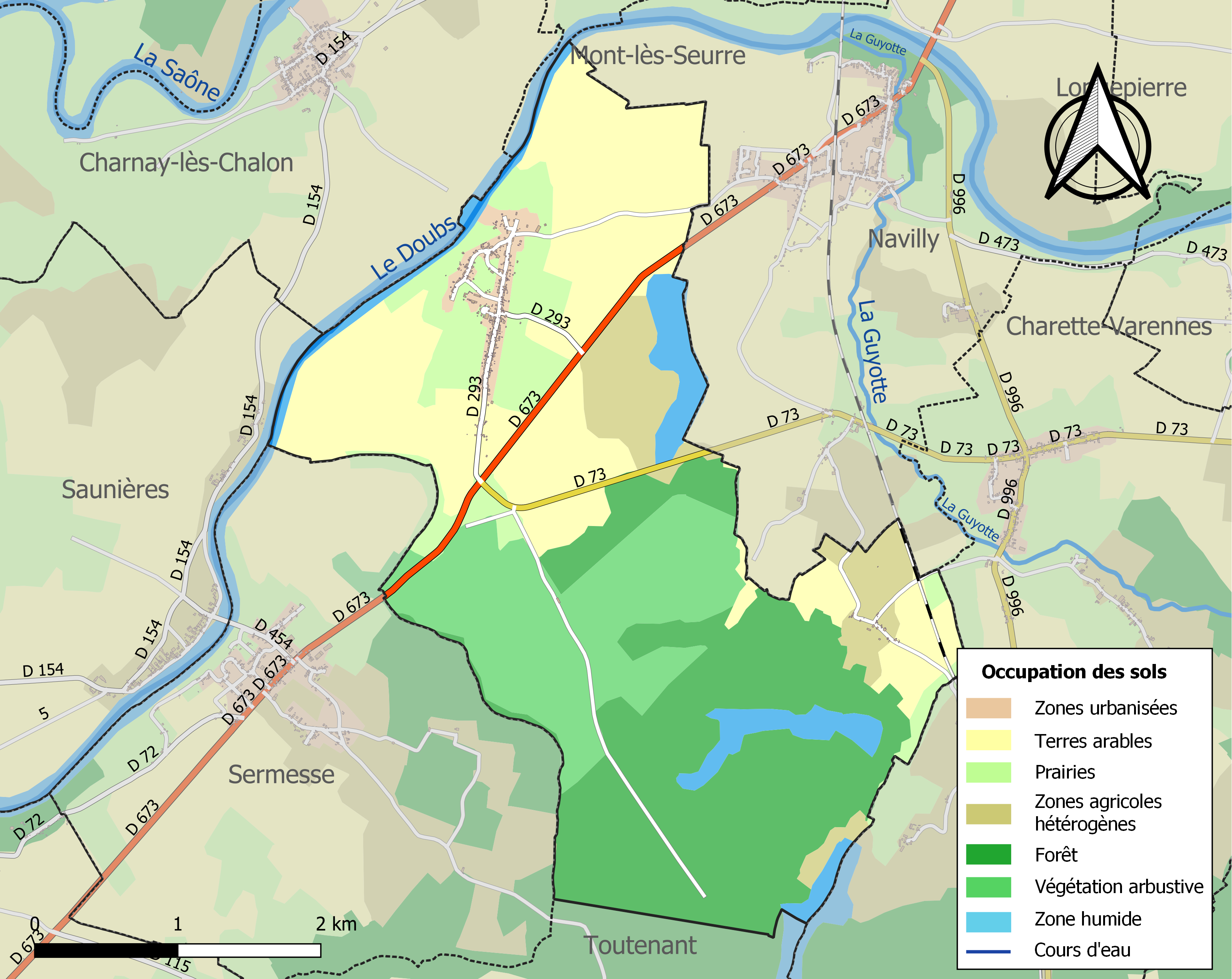
Carte des infrastructures et de l'occupation des sols de la commune en 2018 (CLC).

## Toponymie
Ponte Dubris pour "Dubis" sur la carte de Peutinger (IVe siècle) = "pont sur le Doubs". De l'autre côté de la rivière, une route rectiligne va directement à la rive en cul de sac et devait conduire au pont disparu.

## Histoire
Jusqu'à la Révolution française, Pontoux, localité du département de Saône-et-Loire relevant depuis 1801 du diocèse d'Autun, dépendit du diocèse de Besançon.
Pontoux, commune des bords du Doubs, a possédé le dernier moulin flottant installé sur cette rivière et, à ce titre, vraisemblablement l'un des tout derniers moulins de ce type en France. Celui-ci, qui comportait moulin, barrage et « passe » aménagée pour le passage des bateaux, disparut dans les années qui suivirent la Première Guerre mondiale.

## Politique et administration
| Période                                  | Période                    | Identité               | Étiquette | Qualité |
| ---------------------------------------- | -------------------------- | ---------------------- | --------- | ------- |
| 1793                                     | 1830                       | Philippe Simon         |           |         |
| 1830                                     | 1840                       | Pierre-Claude Fondet   |           |         |
| 1840                                     | 1863                       | Antoine-François Simon |           |         |
| 1863                                     | 1878                       | Jean-Baptiste Simon    |           |         |
| 1878                                     | 1892                       | François Rabouhans     |           |         |
| 1892                                     | 1894                       | Pierre Thevenin        |           |         |
| 1894                                     | 1904                       | Jean-Baptiste Gonnet   |           |         |
| 1904                                     | 1920                       | Ferdinand Miconet      |           |         |
| 1920                                     | 1948                       | Albert Frerot          |           |         |
| 1948                                     | 1955                       | Louis Godin            |           |         |
| 1955                                     | juin 1995                  | Paul Patenet           |           |         |
| juin 1995                                | mars 2001                  | Jean-Claude Duplessy   |           |         |
| mars 2001                                | mars 2014                  | Danièle Gelin          |           |         |
| mars 2014                                | juin 2020                  | Dominique Geoffroy     |           |         |
| juin 2020                                | En cours (au 25 mars 2021) | Marc Piard             |           |         |
| Les données manquantes sont à compléter. |                            |                        |           |         |

## Démographie
L'évolution du nombre d'habitants est connue à travers les recensements de la population effectués dans la commune depuis 1793. Pour les communes de moins de 10 000 habitants, une enquête de recensement portant sur toute la population est réalisée tous les cinq ans, les populations de référence des années intermédiaires étant quant à elles estimées par interpolation ou extrapolation. Pour la commune, le premier recensement exhaustif entrant dans le cadre du nouveau dispositif a été réalisé en 2008.

En 2022, la commune comptait 276 habitants, en évolution de +1,85 % par rapport à 2016 (Saône-et-Loire : −1,06 %, France hors Mayotte : +2,11 %).
| 1793 | 1800 | 1806 | 1821 | 1831 | 1836 | 1841 | 1846 | 1851 |
| ---- | ---- | ---- | ---- | ---- | ---- | ---- | ---- | ---- |
| 491  | 458  | 492  | 501  | 505  | 515  | 508  | 495  | 556  |

| 1856 | 1861 | 1866 | 1872 | 1876 | 1881 | 1886 | 1891 | 1896 |
| ---- | ---- | ---- | ---- | ---- | ---- | ---- | ---- | ---- |
| 544  | 508  | 494  | 479  | 475  | 478  | 497  | 465  | 482  |

| 1901 | 1906 | 1911 | 1921 | 1926 | 1931 | 1936 | 1946 | 1954 |
| ---- | ---- | ---- | ---- | ---- | ---- | ---- | ---- | ---- |
| 432  | 420  | 381  | 324  | 321  | 279  | 263  | 258  | 248  |

| 1962 | 1968 | 1975 | 1982 | 1990 | 1999 | 2006 | 2008 | 2013 |
| ---- | ---- | ---- | ---- | ---- | ---- | ---- | ---- | ---- |
| 216  | 189  | 169  | 170  | 150  | 156  | 212  | 228  | 266  |

| 2018 | 2022 | - | - | - | - | - | - | - |
| ---- | ---- | - | - | - | - | - | - | - |
| 279  | 276  | - | - | - | - | - | - | - |

## Culture locale et patrimoine

### Lieux et monuments
- L'église Saint-Laurent de Pontoux, d'origine ancienne, qui comprend deux parties distinctes : la nef, qui a été reconstruite en 1773 et qui possède une voûte en berceau soutenue par deux rangées de piliers qui la sépare des bas-côtés, et le chœur, probablement la partie subsistante de l'église d'origine[18].
- Oratoire dédié à saint Joseph, portant en façade l'inscription : « Dieu de pitié, ayez pitié de nous. »[19].
- Le site naturel protégé dit « L'étang de Pontoux ». Le grand étang de Pontoux a une superficie de 27 hectares, dont environ 11 hectares forment un site exceptionnel intégré au réseau Natura 2000 de la basse vallée du Doubs et des étangs associés[20].
- Croix de mission de 1827.
- Des bâtiments de ferme appartenant au prieuré et remontant au XVIe siècle existent encore aujourd'hui : situés au sud-ouest de l'église, ils sont tout proches de celle-ci.

### Héraldique
| Blason de Pontoux | Blason  | Tiercé en pairle renversé : au 1er de sinople à un héron d'argent, au 2e d'or à saint Laurent de carnation, nimbé d'argent, vêtu de gueules, tenant dans sa dextre un gril de sable et dans sa senestre une palme de sinople, au 3e d'azur à la trangle ondée et abaissée d'argent, surmontée d'un pont isolé de trois arches du même maçonné de sable. |
| Blason de Pontoux | Détails | Le statut officiel du blason reste à déterminer. |

## Pour approfondir